# Кранцбург (Південна Дакота)
Кранцбург (англ. Kranzburg) — місто (англ. town) в США, в окрузі Кодінґтон штату Південна Дакота. Населення — 163 особи (2020).

## Географія
Кранцбург розташований за координатами 44°53′20″ пн. ш. 96°54′34″ зх. д. / 44.88889° пн. ш. 96.90944° зх. д. (44.888855, -96.909348).  За даними Бюро перепису населення США в 2010 році місто мало площу 1,98 км², уся площа — суходіл.

## Демографія
Згідно з переписом 2010 року, у місті мешкали 172 особи в 64 домогосподарствах у складі 49 родин. Густота населення становила 87 осіб/км².  Було 70 помешкань (35/км²).
Расовий склад населення:
| - 99,4 % — білих |

До двох чи більше рас належало 0,0 %. Частка іспаномовних становила 0,6 % від усіх жителів.
За віковим діапазоном населення розподілялося таким чином: 25,0 % — особи молодші 18 років, 59,3 % — особи у віці 18—64 років, 15,7 % — особи у віці 65 років та старші. Медіана віку мешканця становила 39,5 року. На 100 осіб жіночої статі у місті припадало 104,8 чоловіків;  на 100 жінок у віці від 18 років та старших — 104,8 чоловіків також старших 18 років.
Середній дохід на одне домашнє господарство  становив 69 247 доларів США (медіана — 66 250), а середній дохід на одну сім'ю — 75 479 доларів (медіана — 71 250). За межею бідності перебувало 4,5 % осіб, у тому числі 0,0 % дітей у віці до 18 років та 20,8 % осіб у віці 65 років та старших.
Цивільне працевлаштоване населення становило 104 особи. Основні галузі зайнятості: виробництво — 20,2 %, роздрібна торгівля — 16,3 %, науковці, спеціалісти, менеджери — 16,3 %.